# Triconia elongata
Triconia elongata is een eenoogkreeftjessoort uit de familie van de Oncaeidae. De wetenschappelijke naam van de soort is voor het eerst geldig gepubliceerd in 1999 door Böttger-Schnack.